# Auguste Ludwig
Auguste Ludwig, auch Augusta Ludwig (* 26. Februar 1834 in Gräfenthal, Herzogtum Sachsen-Meiningen; † 27. Juli 1909 in Berlin), war eine deutsche Genre- und Porträtmalerin der Düsseldorfer Schule.

## Leben
Ludwig war eine Schwester des Malers Karl Ludwig und der Schriftstellerin Julie Ludwig (1832–1894) sowie eine Cousine des Schriftstellers Otto Ludwig. Sie studierte Malerei zunächst bei Friedrich Martersteig in Weimar. Anschließend setzte sie ihre Ausbildung bei Julius Scholtz in Dresden fort. Etwa 1880 ließ sie sich in Düsseldorf nieder. Dort nahm sie Unterricht bei Rudolf Jordan und Gustav Stever. Zeitweise lebte und arbeitete sie in Berlin, wo sie sich zuletzt niedergelassen hatte.

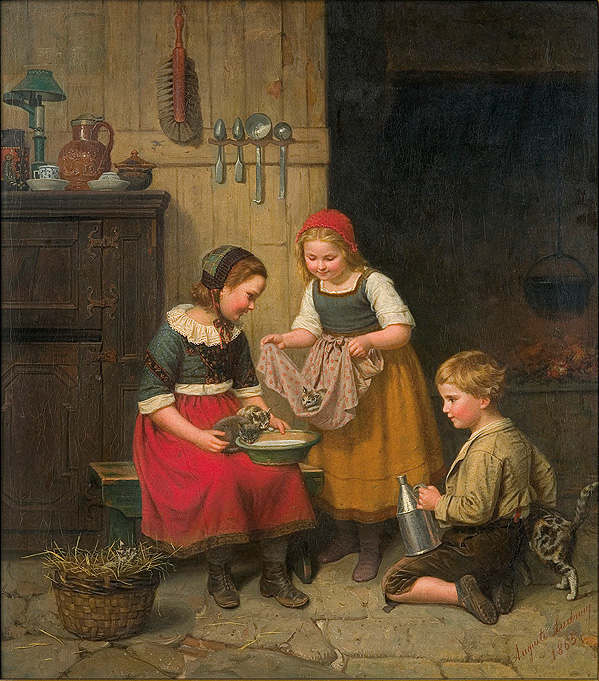
Kinder und Kätzchen, 1865

Werke (Auswahl)
- Kinderfrühstück, 1862
- Junge Liebe, 1865
- Kinder und Kätzchen, 1865
- Die Überraschung, 1866
- Die Heimkehr des Studenten, 1867
- Der erste Gang zur Schule, 1868
- Mutterglück, 1868
- Großvater mit seinen Enkelkindern